# Antoni Obrador i Adrover
Antoni Obrador i Adrover (mort el 28 de novembre de 2006) fou un metge i activista cultural mallorquí.
Com a activista cultural, va participar en la primera campanya a favor del mallorquí de 1973. Fou cap de servei digestiu i director gerent de l'Hospital Universitari de Son Dureta, professor al Departament de Biologia Fonamental i Ciències de la Salut de la UIB, de la qual fou col·laborador honorífic el 2004, president de l'Acadèmia Mèdica Balear els cursos 1989 i 1992, membre de l'Associació Espanyola de Gastroenterologia i bibliotecari de la Reial Acadèmia de Medicina de les Illes Balears i redactor de la revista Medicina Balear.
El 2008 va rebre el Premi Ramon Llull a títol pòstum.